# سارلا-لا-کاندا
سارلا-لا-کاندا (به فرانسوی: Sarlat-la-Canéda) یک کمون در فرانسه با جمعیت ۹٬۳۳۱ نفر است که در Canton of Sarlat-la-Canéda واقع شده‌است.